# Zere Bektaskyzy
Zere Bektaskyzy (en kazajo: Зере Бектасқызы; 26 de agosto de 1994) es una deportista kazaja que compite en judo. Ganó una medalla de bronce en el Campeonato Asiático de Judo de 2017, en la categoría de –70 kg.

## Palmarés internacional
| Campeonato Asiático | Campeonato Asiático | Campeonato Asiático | Campeonato Asiático |
| Año                 | Lugar               | Medalla             | Categoría           |
| ------------------- | ------------------- | ------------------- | ------------------- |
| 2017                | Hong Kong (China)   | Medalla de bronce   | –70 kg              |